# Túnel Santa Susana
El túnel Santa Susana (en inglés: Santa Susana Tunnel) es un túnel de ferrocarril que conecta los valles de Simi y San Fernando, en el sur de California al oeste de Estados Unidos. El túnel permite un ahorro considerable de tiempo y reduce la distancia entre San Francisco y Los Ángeles.

## Descripción
El túnel tiene 7369 pies (2246 m) de largo y se extiende hasta las montañas de Santa Susana. El túnel se encuentra debajo del paso de Santa Susana. Antes de la construcción del túnel, la línea de ferrocarril más directa entre San Francisco y Los Ángeles corrió (de norte a sur) a Ventura, a través del valle del río Santa Clara, a Saugus, California, a través del túnel de San Fernando y luego a Burbank, para una distancia de sesenta y siete millas. La construcción del túnel se inició en 1900 por la Compañía de Transporte Southern Pacific y fue terminada en 1904. El primer tren en utilizar el túnel lo hizo el 20 de marzo de 1904. Con la finalización del túnel, la distancia entre Montalvo y Burbank se redujo sesenta y un kilómetros. 